# Chebba
Chebba (àrab: الشابة, ax-Xābba) és una ciutat de Tunísia, a la governació de Mahdia, a la costa sud de la governació, capçalera també d'una delegació. El 2014 tenia 22.227 habitants.

## Economia
Antic port pescador, avui dia, tot i que la pesca continua sent important, la seva principal activitat és el turisme. complementat amb l'explotació de les oliveres.
La seva platja és d'arena blanca i fina i l'aigua és turquesa i transparent. La ciutat està sobre un petit promontori que, com una península, s'endinsa a la mar i forma el Ras Gabboudia.

## Història
És l'antiga Caput Vada, ‘punt de sortida’, romana. S'hi han trobat nombroses restes romanes, entre les quals destaca un mosaic de Neptú i les quatre estacions, que es conserva al Museu del Bardo.
Fou destruïda pels vàndals, excepte una torre anomenada després Borj Khadija (‘torre de Khadija’), reconstruïda pels romans d'Orient, que li van donar el nom de Justiniàpolis.
El seu nom modern li fou donat pels àrabs.

## Administració
És el centre de la delegació o mutamadiyya homònima, amb codi geogràfic 33 58 (ISO 3166-2:TN-12), dividida en tres sectors o imades:
- Chebba Nord (33 58 51)
- Chebba Sud (33 58 52)
- Es-Sâafet (33 58 53)

Al mateix temps, forma una municipalitat o baladiyya (codi geogràfic 33 20).